# أغنيس سيمون (لاعبة تنس الطاولة)
أغنيس سيمون (بالهولندية: Agnes Simon) هي لاعبة تنس الطاولة هولندية، ولدت في 21 يونيو 1935 في بودابست في المجر.